# NNNニュース
『NNNニュース』（エヌエヌエヌニュース）は、キー局の日本テレビをはじめNNN加盟各局で放送する日本のニュース番組であり、またその総称である。
本項では、年末年始にローカルセールス枠扱いで、NNN冠の付いていないニュース番組『ニュース』についても述べる。

## 概要
従来日本テレビ系列では、通常のニュース番組に「NNNニュース（NEWS）○○」などとタイトルをつけることが通例となっており、オーソドックスな『NNNニュース』というタイトルをレギュラーで用いることは、1974年で一旦終了。その後2006年に最終ニュースの『NNNきょうの出来事』の終了を受け、2006年10月1日未明（9月30日）から日曜日の未明および月曜日の未明に、土曜日・日曜日の最終ニュースとして復活し、2010年3月まで放送された。2010年4月からは『Going!Sports&News』でニュースを伝える。
スポットニュースとしては2008年まで長年にわたって『NNNニューススポット』が放送され、スポットニュースで『NNNニュース』の名称が用いられたことはない。2007年9月に『ザ・ワイド』の終了を受け、後続番組の『情報ライブ ミヤネ屋』（読売テレビ制作）内では、2008年3月の日本テレビのネット開始以降にニュースコーナーとして『NNNニュース』がレギュラー放送されており、番組内及びコーナー内で『NNNニュース』の名称を使うことはない。なお、これを皮切りに2012年1月から2025年3月まで『ヒルナンデス!』でもNNNニュースコーナーが設けられていた。このため、1974年以降、2006年10月から2010年3月の最終版を除いて『NNNニュース』のタイトルが用いられることは、不定期で年末年始の特別編成時や『24時間テレビ』、『THE MUSIC DAY』など特別番組の途中または直後に放送されるニュースコーナーに限られている。
2006年度より、年末年始の深夜は土曜・日曜最終版を踏襲してスポーツコーナーを含めた『NNNニュース&スポーツ』として放送される（後述参照）。
2015年8月23日よりタイトル表記が『NNN News』に変わり(EPGは従来通りのまま)、さらに2017年12月29日からは同日未明の「NNNニュース＆スポーツ」（以下N＆S）のリニューアルに合わせて提供クレジット時やエンディングのBGMも新しいもの（N＆Sと共通）に変更された。
2018年12月23日よりタイトル表記が『NNN NEWS』に変わりロゴやBGM、2006年10月の週末最終版設置時から使われた青テロップも全て変更され、オープニングタイトルも8年ぶりに復活した。
2021年12月28日からは同年6月にリニューアルした『NNNストレイトニュース』と足並みを揃える形でオープニングタイトルが一新され、タイトル表記も『NNN news』となった。
年末年始や放送枠が短いなどの特別編成時の場合、冒頭のオープニングタイトルやエンディングタイトルがBGMを含め省略される事が多く、冒頭のタイトル表示すらない事もある。
また、年末年始にローカルセールス枠扱いでの放送となる場合、EPGではNNN冠が付かず単に『ニュース』とのみ表記される。

## 現在の放送時間

### スポットニュース
午後
- 平日 15:20頃

『情報ライブ ミヤネ屋』（読売テレビ制作）内で放送。
その他のタイトルで放送されているものについては「日本テレビ・報道局制作番組の分野別一覧」を参照。

## 過去の放送時間

### 昼
- 1972年1月3日から1974年3月31日まで、11:30 - 11:40の10分間（日曜日は1966年11月6日から12:00 - 12:15の15分）。1974年4月からは『NNN昼のニュース』が放送される。関東地区は松坂屋の単独提供で、後継の『昼のニュース』も引き続き松坂屋が提供となる[3]。

### 夕方
- 1974年4月1日から12月28日まで、月曜日 - 土曜日の18:30 - 18:50の20分間。1975年1月から『NNN JUST NEWS』が放送される。

### 最終版
- 2006年10月1日から2010年3月29日まで日曜日・月曜日の未明（土曜日・日曜日の深夜）0:35 - 0:50 (JST) 放送時間を延長したこともある。
- NNN加盟30局フルネットで放送。クロスネット局のテレビ宮崎 (UMK) では、日曜日未明はフジテレビ系列の番組を編成する都合、UMKの方が遅れる場合は録画番組として放送される。毎年夏の『FNSの日』がある場合は通年中断して放送する。
- フラッシュニュースでは、BGMが流れる時と流れない時がまちまちに存在する。
- 深夜のニュース番組で放送される日付への配慮が見られる（放送曜日ではなく、実際の日時を優先している）が、放送曜日（午前0時を深夜24時と解釈）の方を優先している。これは後番組にあたる『Going!Sports&News』でも同じである[注釈 7]。ただ、特番などで遅延した場合、「きょう」「あす」とは呼称せずに曜日や日付を呼称する事がある。
- 『24時間テレビ』放送時には、日曜1時台（土曜深夜）に5分間の短縮版で放送された。
- 番組冒頭に番組のタイトルロゴが表示するが、NNNのロゴマークを使用しなかった。

### キャスター
- 豊田順子（日本テレビアナウンサー） - 『NNN Newsリアルタイム・サタデー』と『NNNニューススポット』を兼務。
  - 2008年5月24日 - 6月15日の間は豊田が体調不良のため休養したのに伴い、当該時間帯としての前番組『NNNきょうの出来事（週末版）』でキャスターを務めていた鷹西美佳（当時日本テレビアナウンサー）が代役を務めた。

## 特別編成時
年末年始
年末年始は、通常時に放送される全国ネットのニュース番組が一部の例外を除いて休止になることから、その代替として『NNNニュース』又は『NNNニュース&スポーツ』を臨時に編成して放送される。
年末は12月28日ごろからで年始は1月3日までのことが多いが、年によってはこの間も通常時のニュース番組の体制（月曜 - 金曜夕方の『news every.』や日曜夕方の『真相報道 バンキシャ!』など）のこともある。
- 朝
  - かつては、『NNN朝のニュース』を年末年始も放送していた。1992年以降は6時台に放送される番組に内包された日本テレビ系列朝ニュース枠[注釈 9]も元となる番組同様に12月31日まで休まず放送されたが、2010年代以後は年末（12月28日頃から大晦日まで）については本番組の放送はなく、6・7時台は制作局の日本テレビではバラエティ番組の傑作選などで穴埋めしている[4]。
  - 年始については、2015年までは『NNNニュース』を放送していた。2016年以後はNNNの冠がつかない『ニュース』として放送している。
  - 日曜朝の『NNNニュースサンデー』は基本的に全国ネットにて放送されるが、一部例外の場合もある（2017年12月31日・2023年12月31日は放送なし、2022年1月2日はNNNの冠がつかない『ニュース』）。
- 昼
  - 年末は、『NNNストレイトニュース』の代替として『NNNニュース』を放送している。年始のうち、元日は昼のニュースを放送していない（夕方ニュースと融合する形、後述）。1月2日と1月3日は2019年から2023年を除いて、『箱根駅伝』の中で『NNNニュース』を挿入している。（下記参照）。
- 夕方
  - 年末は、1990年代までは原則30分の通常編成と同一番組名・フォーマットで放送されていたが、2000年より『NNNニュース』のタイトルで10分 - 15分枠の放送に改め2013年まで放送、2014年から2020年まではNNNの冠がつかない『ニュース』を放送していた。後者の場合、全国ニュースをネットせずにローカルニュースのみという系列局が一部で存在していた。
  - 年始は、2011年までは正月三が日に『NNNニュース』を放送していたが、主に箱根駅伝と高校サッカーのスポーツニュースを充実させる必要性から、2012年から1月2日 - 1月4日に『NNNニュース&スポーツ』を放送するようになった。一方で元日[5]のみ引き続き『NNNニュース』を放送しているが、大型特番を組んでいることから、概ね14時台から15時台で実質昼ニュースと統合する形で放送している。
  - 2021年末から2024年始は『news every.』を土曜版同様の30分バージョンながらネットスポンサー（平日版のネットワークセールスと同じ）付きで放送していた。当初は平日のみだったが、2023年からは土曜日についても放送することになった（大晦日及び元日を除く）。但し、日曜日にあたる場合は30分枠であっても『NNNニュース』のタイトルで放送される（日曜日は『every.』ではなく『真相報道バンキシャ!』となり、その番組内でニュースを消化するため。なお、2021年末から2023年始までは、土曜日も『NNNニュース』として放送されていた）。
  - 2024年末・2025年始は日によって対応が異なる。
- 深夜
  - 2005年 - 2006年までは、年末年始も『NNNきょうの出来事』を短縮バージョンで放送（12月31日を除く、1988年までは大晦日も放送）していたが、2006年 - 2007年からは『NEWS ZERO→news zero』の代替として『NNNニュース&スポーツ』を年末年始に編成している。なお、2017年 - 2018年より年末年始の週末の場合には『Going!Sports&News』に準じて『NNNスポーツ&ニュース』のタイトルで放送している。

箱根駅伝放送日
- 1989年から2018年まで、1月2日と1月3日に放送される『箱根駅伝』中継の際は『NNNストレイトニュース』を休止し、その代替として完全不定時の『NNNニュース』として10時台から11時台のうちのどこかで放送されている。その間も、画面左下のワイプ画面で中継映像を映し出すなどの配慮がある。
- 昼ニュースをテレビ朝日から受ける福井放送[注釈 10]とテレビ宮崎[注釈 11]（いずれも『ANNニュース』）、同じく昼ニュースをフジテレビから受けるテレビ大分（『FNNニュース』）も、この2日は両局からのニュースネットは休止され、日本テレビ配信のニュースを放送していた。
- 箱根駅伝中継の途中に挟むニュースは2019年からは放送されていない。2024年については1月1日に発生した令和6年能登半島地震を受けて2日（往路）のみ放送した。

24時間テレビ放送日
- 24時間テレビ開始当初はNNNニューススポットを含めた当時のニュース枠の全時間帯で平常時のニュース番組をそのまま放送していたが、1日目（土曜日）の深夜と2日目（日曜日）の夕方は『NNNニュース』へと置き換えられていった。
  - 土曜深夜枠：1990年代までは当時の定刻スタートの短縮版として『NNNきょうの出来事』を放送。
1994年の『スポーツうるぐす』開始後はスポーツニュースが分離され、スポーツのみ24時間テレビ内の内包コーナーとなった。それ以降、スポーツニュース、ニュースの順に25時台に放送されたが、2コーナーを直結して放送したかについては年によって異なる。『きょうの出来事』末期以降は『NNNニュース』として放送されることになった。特に2007年 - 2009年放送分に関しては前述の通り、週末深夜に『NNNニュース』を放送していた関係で、短縮版であったがオープニングも通常通り放送された。深夜ニュースの独立番組編成は2009年放送まで続いた。
2010年からは深夜企画を一旦中断して『Going!Sports&News』の短縮版を通常時の『Going!』と同じようにスポーツニュース→全国ニュースという流れで放送されていたが、2016年度をもってスポーツニュースは終了。翌2017年度からは深夜企画を一旦中断する形で7分間の『NNNニュース』が内包となる。2023年度はニュースそのものが放送されなかった。
  - 日曜朝枠：『NNN朝のニュース』→『NNNニュースサンデー』
  - 日曜昼枠：『NNN昼のニュース』→『NNNニュースダッシュ』→『NNNストレイトニュース』
  - 日曜夕方枠：『NNN日曜夕刊』時代は前半のNNN枠と後半のローカル枠を通常と同じようにそのまま内包されていたが、1996年に『NNNニュースプラス1・サンデー』に代わったころから放送時間が繰り上がり、その後17時前に落ち着き、番組名が『NNNニュース』へと変更された。
  - 特に昼と夕方は2000年代前半まで放送時間が不定時であり、放送途中でローカル枠へ切り替わることもあったが、現在は配慮されている。

THE MUSIC DAY放送日
- 毎年7月に『THE MUSIC DAY』が15:00 - 22:54に放送される影響で『news every.サタデー』が全編休止になるため、代替として16:30 - 16:50に放送する。また、2021年は放送日に熱海伊豆山地区の土石流災害が発生した日であり、最新情報を伝えるため15:00 - 15:05にも『NNNニュース』を放送した。

| 放送枠   | 男性     | 女性       |
| -------- | -------- | ---------- |
| 2013年度 | 菅谷大介 | 山下美穂子 |
| 2014年度 | 菅谷大介 | 山下美穂子 |
| 2015年度 | 菅谷大介 | 山下美穂子 |
| 2016年度 | 菅谷大介 | 豊田順子   |
| 2017年度 | 菅谷大介 | 豊田順子   |
| 2018年度 | 藤田大介 | 杉野真実   |
| 2019年度 | 藤田大介 | 杉野真実   |
| 2020年度 | 藤田大介 | 杉野真実   |
| 2021年度 | 山﨑誠   | 杉野真実   |
| 2022年度 | 山本健太 | 杉野真実   |
| 2023年度 | 田中毅   | 杉原凜     |
| 2024年度 | 田中毅   | 杉原凜     |

過去
2020年東京オリンピック中継時
- 毎日、キー局持ち回りで16時間近くの中継と3時間の総括番組『東京五輪プレミアム』を行った。7月27日、8月1日、8月5日、8月7日は日本テレビが担当し、全系列局でそれらがネットされた[注釈 12]。そのため、当該時間帯のニュース、ニュースコーナーが休止となる代替として、報道フロアから競技と競技の合間を縫って不定時の『NNNニュース』を挿入。ニュース・全国天気・競技会場周辺の天気を織り込んだ概ね5分程度の内容で、オープニングVTRなどはなく、担当アナウンサーによる「この時間のニュースを・・・」のコメントか、五輪中継スタジオから報道フロアへ呼びかけることでニュースコーナーを開始した。日中や夕方をNNN以外から受ける福井放送[注釈 13]、テレビ大分[注釈 14]、テレビ宮崎[注釈 15]も、他系列からのネットを臨時で返上して日本テレビ配信のニュースを放送する。

## 特殊例
- 山口県・福岡県においては、NNN正式結成前の1964年9月まで山口放送関門放送支局とテレビ西日本のサービスエリアが大半で重複するため、KRY関門支局では日本テレビ制作のニュースが放送できなかった[注釈 16]。その後、1964年10月にテレビ西日本のフジテレビ (FNS/FNN) 系列転向に伴い、九州・沖縄地区の日本テレビ系単独ネットが消滅したため[注釈 17]、福岡放送が1969年に開局するまで暫定的に日本テレビ九州分室を設置して、KRY共々取材を担当した。
- 中京エリアにおいては、当初は名古屋放送（愛称・名古屋テレビ(NBN)、現社名・名古屋テレビ放送、現愛称・メ〜テレ）が担当していたが、1969年4月に中京テレビ放送（CTV）が開局後も、日本テレビ系とNETテレビ系の並列クロスネットとしており、NBNは夕方のニュースをANNからの配給を受けていたため、またCTVもNNNに加盟していなかったために放送ができなかった（昼についてはNBNが2系列の番組を連続放送していた）。1973年4月のネット整理によりCTVがNNS/NNNの編成に統合されたため、以後のNNNニュースはCTVの担当となった。
- 2022年3月16日に福島県沖で震度6強の地震が発生した際、発生から約25分後の23:59から翌2:40まで報道特別番組が組まれたが、番組名を『NNN報道特別番組』とはせずに『NNNニュース』名義で放送された。